# Schleuniger
Die Schleuniger AG ist ein Technologieunternehmen und Ausrüster in der Kabelverarbeitungs- und Prüfindustrie mit Hauptsitz in Thun. Ihre Kunden sind überwiegend Zulieferer der Automobil-, Unterhaltungs- und Informationsindustrie sowie der Kommunikationsbranche.
Die Schleuniger Gruppe verfügt über Entwicklungs- und Produktionsstandorte in der Schweiz, in Deutschland und in China und beschäftigt 1000 Mitarbeitende sowie 40 Auszubildende.

## Geschichte
1991 übernahmen Gerhard Jansen (bis 2009 Verwaltungsratspräsident) und Martin Strehl (bis 2009 CEO) die in Thun ansässige Sutter Electronic AG. Zu diesem Zeitpunkt erwirtschaftete Sutter unter anderem mit Kabelverarbeitungsmaschinen einen Umsatz von 5 Millionen Schweizer Franken und beschäftigte 30 Mitarbeiter. Zwei Jahre später übernahmen die neuen Eigentümer die Schleuniger Productronic AG in Solothurn, die ebenfalls Maschinen für die Kabelverarbeitung herstellte, aber zusätzlich noch über Zugang zum internationalen Markt verfügte. Beide Unternehmen wurden daraufhin in einer Unternehmensgruppe unter dem Namen Schleuniger zusammengefasst.
1999 wurde die bis dahin unabhängige deutsche Vertretung L+H Kabeltechnik GmbH übernommen. Im gleichen Jahr ermöglichte die Übernahme der Kirsten AG zudem die Öffnung des Crimp-Marktes für Schleuniger. Zwei Jahre später stieg Schleuniger mit der Gründung der Schleuniger Flexon AG in den Markt für POF- und FFC-Kabel ein. 2004 übernahm die Schleuniger Gruppe von der amerikanischen Lear Corporation Inc. die Geschäftsaktivitäten der deutschen Grote+Hartmann Engineering GmbH (GHWE). Es wurde in der Folge mit der neu gegründeten Schleuniger Automation GmbH in Radevormwald, Deutschland ein neues Produktsegment erschlossen.
Das Unternehmen gründete 2005 eine Repräsentanz in Shanghai, die 2007 in eine vollständige Handelsgesellschaft umgewandelt wurde. Die Schleuniger Gruppe wurde per Januar 2008 an die Metall Zug Gruppe verkauft. Per Juli 2008 übernahm die Schleuniger Gruppe die ebenfalls in der Entwicklung und Herstellung von Kabelverarbeitungsmaschinen tätige PAWO Systems AG, die 2009 in Schleuniger Solutions AG umbenannt wurde.
Eine weitere Investition erfolgte im Jahr 2013, als die damalige Tianjin Haofeng Electrical Equipment Co., Ltd. mit Sitz in Tianjin, China übernommen und als Schleuniger Haofeng (Tianjin) Machinery Co., Ltd. in die Schleuniger Gruppe integriert wurde. Dort werden ebenfalls Maschinen für die Kabelverarbeitung hergestellt. In den folgenden Monaten ging Schleuniger Kooperationspartnerschaften mit der Telsonic Gruppe in Bronschhofen, Schweiz sowie der Emdep Gruppe in Tarragona, Spanien ein. 2015 forcierte das Unternehmen die Erweiterung des Portfolios mit Testsystemen und übernahm die in Jettingen, Deutschland ansässige Cirris Solutions GmbH, welche auf die Herstellung von Testgeräten, Prüftischen, Prüfzellen und insbesondere von Anlagen, mit denen elektromechanische Baugruppen vollautomatisch geprüft werden können, spezialisiert ist. Im Mai 2016 erwarb das Unternehmen 20 Prozent der Aktien der Laser Wire Solutions Ltd.
Zum 1. Januar 2017 übernahm Schleuniger die DiIT AG. Bereits vor dieser Übernahme hielt Schleuniger eine Minderheitsbeteiligung am Hersteller von Softwaresystemen für die Kabelverarbeitung und Kabelsatzproduktion. Per Jahresbeginn 2017 veräusserte der bisherige Mehrheitsaktionär und Firmengründer seine Anteile vollständig an Schleuniger.
Mitte 2018 verwandelte Schleuniger die DiIT AG in eine deutsche GmbH.
2018 erwarb Schleuniger mit 60 % die Mehrheit an der adaptronic Prüftechnik GmbH.
2022 erfolgte der Verkauf der Schleuniger Gruppe an die Komax Holding AG. Die bisherige Eigentümerin der Schleuniger AG, die Metall Zug AG, hält nach der Transaktion eine Beteiligung von 25 % an der Komax Holding.